# Pouteria amazonica
Pouteria amazonica är en tvåhjärtbladig växtart som beskrevs av Ludwig Radlkofer. Pouteria amazonica ingår i släktet Pouteria och familjen Sapotaceae. Inga underarter finns listade i Catalogue of Life.